# El barco de los muertos
El Barco de los Muertos  es la tercera y última novela de la trilogía Magnus Chase y los Dioses de Asgard, escrita por el autor americano Rick Riordan. Es una novela de fantasía juvenil basada en la mitología nórdica.  Es precedida por El Martillo de Thor.
Fue publicada el  3 de octubre del 2017 por Disney-Hyperion, La novela está narrada en el primera vista por Magnus Chase, de 16 años, el cual es un semidiós y huérfano sin hogar. Él  y su tripulación navegaran hasta las fronteras más lejanas de Jotunheim y Niflheim en busca de la mayor amenaza de Asgard.

## Sinopsis
La mayor amenaza para Asgard está a punto de hacerse realidad y Magnus Chase tiene que embarcar en el viaje más peligroso de su vida. Sin embargo contará con ayuda inesperada.
Magnus Chase ha pasado de ser un adolescente sin techo a vivir en el Hotel Valhalla y convertirse en uno de los guerreros de Odín. Como digno hijo de Frey, el dios del verano, la fertilidad y la salud, no le gustan especialmente las guerras y las batallas, pero sus amigos son fuertes, así que juntos consiguieron derrotar a Fenrir y luchar contra gigantes para hacerse con el martillo de Thor.
El grupo tendrá que partir hacia las fronteras más lejanas de Jotunheim y Niflheim a enfrentar la mayor amenaza de Asgard buscando completar su peligroso viaje con éxito y evitar el temido Ragnarok

## Argumento
Magnus Chase recibe una lección de supervivencia en el océano de Percy Jackson, un semidiós griego que es el novio de su prima Annabeth Chase. Alex Fierro y Magnus viajan a la Mansión Chase, donde recuperan notas garabateadas por Randolph. Alex siente que estas notas son la clave para derrotar a Loki. Después de llegar a Valhalla, Magnus convoca a un barco regalado por su padre Frey. Mallory Keen, Halfborn Gunderson, Thomas Jefferson Jr., Samirah Al Abbas y Alex acompañan a Magnus, mientras planean elegir a Blitzen y Hearthstone en el camino. La charla de la tripulación es escuchada por las Nueve Doncellas, que las llevan a la corte de Aegir, donde descubren que Hearth y Blitz están prisioneros. La hija mayor de Aegir se da cuenta de la identidad de Magnus, de su encuentro anterior con su madre Ran. Magnus jura por su compromiso de derrotar a Loki en un concurso de vuelo y para vengar la humillación de Aegir, pero la tripulación es atacada. Escapan con la ayuda del abuelo de Magnus, Njord.  Njord los instruye y le dice a Magnus que la única forma de derrotar a Loki es beber el Hidromiel de Kvasir. La tripulación continúa su viaje, con Blitz y Hearth viajando por separado para recuperar la piedra de afilar de Bolverk.
Mientras la tripulación se dirige a York, se revelan las historias de fondo de los miembros. Mallory murió desarmando una bomba en Irlanda; Halfborn murió cerca de Jorvik; TJ murió después de aceptar un desafío sin esperanza, un rasgo heredado de su padre Tyr. Samirah ayuna durante la temporada de Ramadán. El equipo llega a Old York, donde se enfrentan en duelo con el gigante Hrungnir por la ubicación del Hidromiel de Kvasir. Reciben la información que necesitan de que el Hidromiel de Kvasir está en Jorvik o Noruega. Más tarde, Magnus tiene una batalla de palabras con Loki y gana debido a que Loki se reduce al tamaño de una nuez y se encarcela en una nuez dada por Frigg; La madre de Mallory y la reina de Asgard.
Magnus y sus amigos se encuentran con sus piadosos padres, quienes los felicitan por derrotar a Loki y por retrasar a Ragnarok, por lo que Magnus es recompensado con una bendición de Odin. Magnus le pide a Odín que le preste a sus abogados para que pueda convertir su mansión en un orfanato y en una casa para personas sin hogar. Más tarde llama a Annabeth y le cuenta su aventura y la nota sollozando.

## Personajes
- Magnus Chase: Hijo de Frey quién muere en los primeros capítulos de La espada del tiempo, pero debido a que murió con valor y con su arma en mano este se convierte en einherjar. Es primo de Annabeth Chase.[2]
- Samirah Al-Abbas (Sam):  La valquiria que llevó a Magnus al hotel Valhalla. Hija de Loki, emigró de Irak con su familia y es descendiente de un viajero e historiador árabe medieval que escribió un importante relato sobre la vida entre los vikingos. Ella es despojada de sus poderes como Valkyrie como resultado de su elección de hacer de Magnus un einherjar, pero el mismo Odin lo restituye. Ella es una musulmana practicante.[2]
- Hearthstone (Hearth): Un amigo de Magnus. Él es un alf (elfo). Es sordomudo, pero habla Lenguaje de signos Alf y puede leer los labios. Tuvo una infancia abusiva, con padres que no le gustaban por sus discapacidades. A cambio de trabajar para Mimir, recibió la habilidad de hacer magia rúnica.[2]
- Blitzen (Blitz): Otro amigo de Magnus, un svartalf (enano). Él es el hijo de Freya. Él y Hearth vigilaban a Magnus mientras vivía en las calles. El padre de Blitz fue asesinado por el lobo Fenrir cuando era un niño, después de un intento de reemplazar las ataduras de Fenris. Blitz no es experto en artesanía (algo inusual para los enanos), pero es un maestro asesor de moda. Él, como Hearth, una vez trabajó para Mimir.[2]
- Alex Fierro: La familia de Alex es influyente, lo que atrajo la atención de Loki por primera vez, lo que le llevó a seducir al padre de Alex en forma de "pelirroja voluptuosa". Nueve meses después, Loki lo dejó con un niño. La familia no tomó bien las noticias, especialmente después de que Loki permanentemente les "abriera los ojos" y los hiciera conscientes de los Nueve Mundos y los dioses nórdicos.[2]